# Copidita miocenica
Copidita miocenica es una especie de coleóptero de la familia Oedemeridae.

## Distribución geográfica
Habita en Colorado (Estados Unidos).